# Palais de Tokyo
Pour les articles homonymes, voir Palais de Tokyo (centre d'art contemporain).
Le palais de Tokyo, dont le nom originel est palais des Musées d'art moderne, désigne un bâtiment consacré à l'art moderne et contemporain. Il est situé au 13, avenue du Président-Wilson dans le 16e arrondissement de Paris, en suivant les quais de Seine à quelques centaines de mètres au nord-est du palais de Chaillot, dans un style architectural qui lui est proche. L'enveloppe externe du bâtiment est totalement revêtue de marbre.
Il occupe l’emplacement de la manufacture de la Savonnerie.
Le bâtiment en question est nommé avant-guerre « palais de Tokio », puis « palais de New-York » dans l'immédiat après-guerre, et enfin « palais de Tokyo », du nom du « quai de Tokio » (actuelle avenue de New-York) en bordure de Seine, sur lequel donne sa façade sud-est.
Le palais de Tokyo est, avec le palais de Chaillot et le palais d’Iéna, l'un des trois édifices permanents résultant de l'Exposition internationale de 1937 et destiné, selon le projet de 1934, à remplacer le musée du Luxembourg. Il a servi initialement à présenter une rétrospective de l'art français depuis le Moyen Âge mais sa véritable inauguration date de 1947, lors du retour des collections délocalisées au cours de la Seconde Guerre mondiale.
Son objet initial était en effet, après l’Exposition universelle, de contenir deux musées d’art moderne : l’un de la ville de Paris, l’autre de l’État qualifié de « musée national ». Le musée d’Art moderne de la ville de Paris occupe toujours l’aile est de l’édifice, tandis que le musée national d’Art moderne, installé dans l’aile ouest, a vu ses collections transférées  pour l’essentiel au centre Pompidou dans les années 1970 et, pour la partie restante, au musée d’Orsay dans les années 1980. L'aile ouest, ainsi laissée libre, abrite désormais un centre d'art contemporain, portant spécifiquement ce nom de « Palais de Tokyo ».
Un arrêté municipal du 14 mai 1997 a attribué le nom de place de Tokyo à une aire de stationnement située devant l’entrée du palais, avenue du Président-Wilson, face au palais Galliera, musée de la Mode de la ville de Paris et entre la rue Maria-Brignole et la rue de Galliera qui enserrent le palais Galliera.
La surface d'exposition est l'une des plus grandes pour l'art contemporain sur la scène internationale.
Ce site est desservi par les stations de métro Alma - Marceau et Iéna.

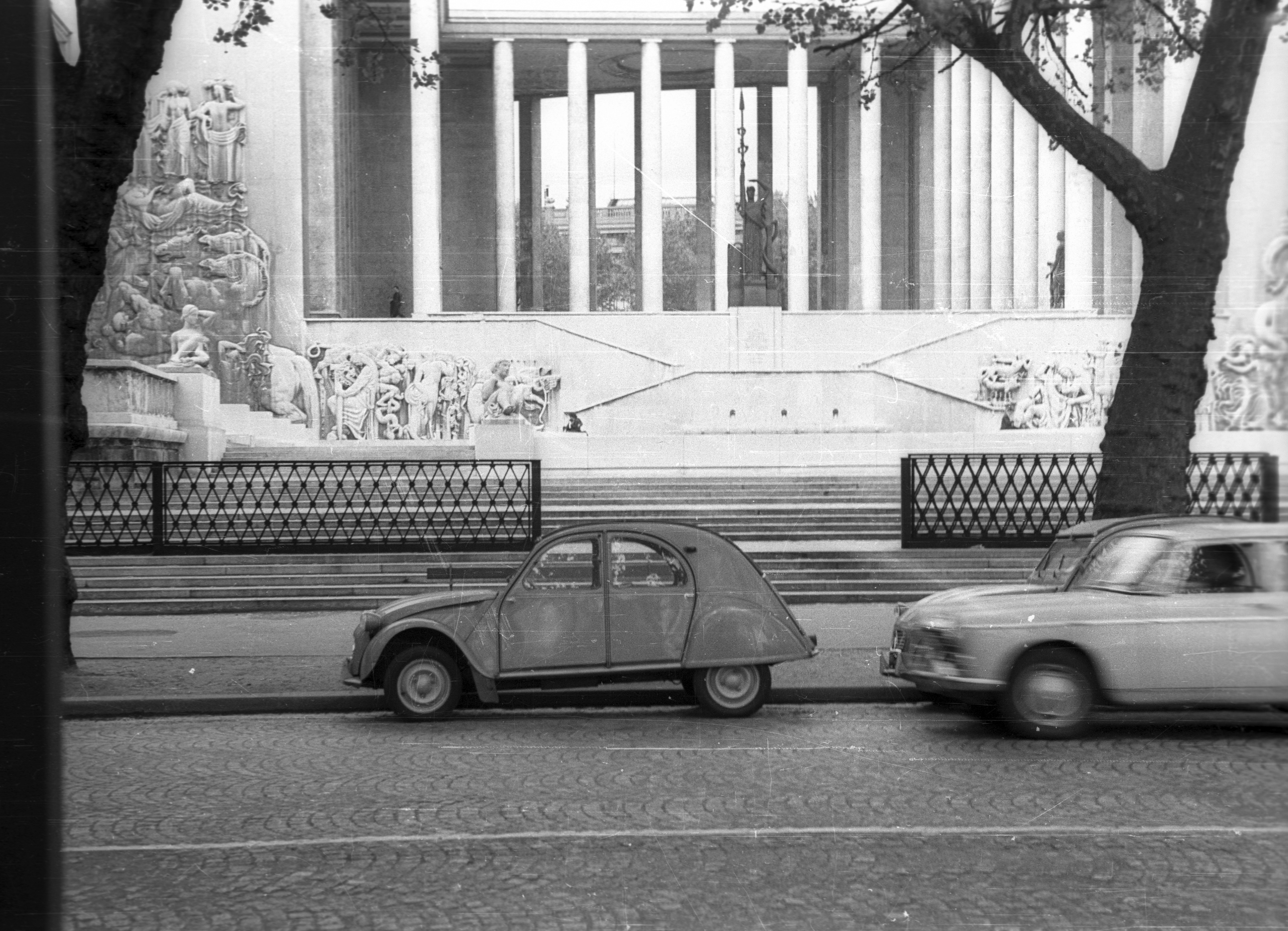
Le palais de Tokyo, photo Sugár Ferenc, 1965.

## Un bâtiment pour deux musées
En 1932, confronté à l'exiguïté du musée du Luxembourg, et après l'abandon du projet d'Auguste Perret pour une cité des musées à l'emplacement du Trocadéro, l’idée de construire un musée d'Art moderne de la ville de Paris est promue par Louis Hautecœur, conservateur du musée des Artistes vivants installé, à l'époque, dans l'orangerie du Luxembourg. En 1934, l'État décide alors de construire également un musée national d'art moderne. La ville de Paris, propriétaire des terrains, s'étant engagée à garantir l'emprunt lancé pour le financement de l’Exposition internationale de 1937, en contrepartie, l'État accepte finalement d'assumer la construction des deux musées d'art moderne, tout en s'engageant à remettre l'un d'eux à la ville de Paris pour soulager le musée du Petit Palais : celui de l'État devant être implanté dans l’aile ouest et celui de la ville dans l’aile est.
Le terrain choisi comprend une partie du site de l'ancienne manufacture de tapis de la Savonnerie ainsi nommée parce qu'elle s'était installée en 1627 dans un orphelinat dont les pensionnaires fabriquaient du savon. La manufacture fut transférée en 1826 dans l'enceinte de la manufacture des Gobelins et le site fut utilisé par la Manutention militaire ou dépôt des vivres militaires dans des bâtiments reconstruits en 1836. Ces bâtiments incendiés en 1855 et pendant la Grande Guerre furent reconstruits à deux reprises.

Le site du futur palais de Tokyo
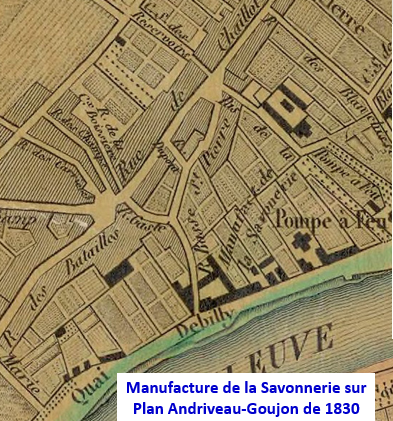
Manufacture de la Savonnerie de Chaillot sur plan de 1830.
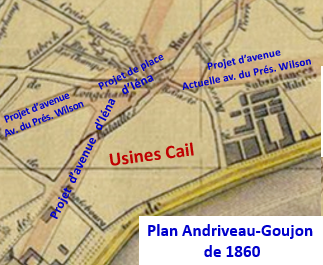
Subsistances militaires sur plan de 1860.
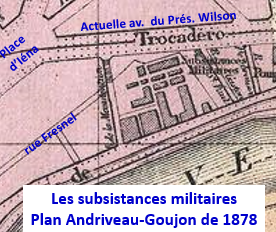
Subsistances militaires sur plan de 1878.
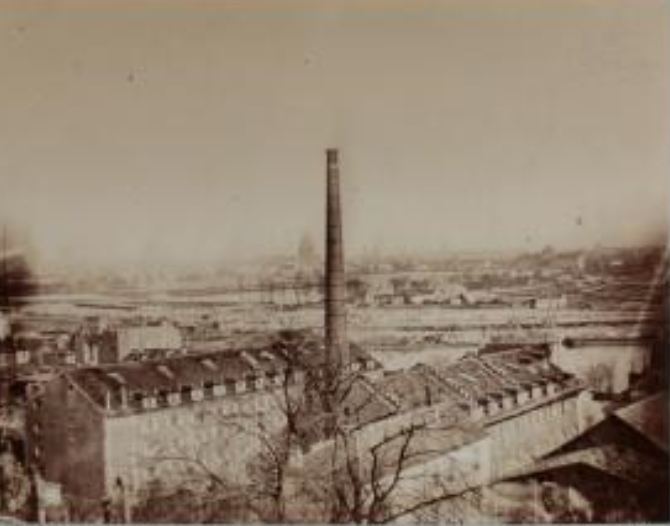
La manutention au milieu du XIXe siècle.

Au sud-est du terrain, la parcelle de l'ambassade de Pologne, initialement épargnée par le projet, est en définitive expropriée en mars 1935 et l'ambassade est installée en 1936 dans l'hôtel de Monaco situé rue Saint-Dominique, acheté par l'État pour réaliser ce transfert.
Le projet de Jean-Claude Dondel, André Aubert, Paul Viard et Marcel Dastugue fut retenu parmi les cent vingt-huit propositions du concours d'architecture, auquel participèrent les architectes les plus reconnus de l'époque, dont Le Corbusier ou Mallet-Stevens. Les lauréats édifièrent un bâtiment de style sobre et monumental, composé de deux ailes symétriques reliées entre elles par un grand péristyle, de part et d'autre d'un axe perpendiculaire à la Seine, sur lequel est situé le miroir d'eau. Celui-ci prend place sur la terrasse dominant le fleuve, en contrebas de l'escalier monumental appuyé sur la colline, qui est décoré des bas-reliefs intitulés « Allégorie à la gloire des Arts » d'Alfred Janniot et sommé de la statue représentant « La France » d'Antoine Bourdelle. L'édifice s'ouvre de hautes fenêtres donnant au sud sur la Seine et la tour Eiffel. Les plafonds vitrés permettent d'éclairer la plupart des pièces de manière zénithale avec la lumière naturelle. L'important décor extérieur de style Art déco est complété par les métopes Centaure et Eros de Marcel Gaumont côté ouest, Sirènes et Hercule de Léon Baudry côté est, les portes en bronze du ferronnier Adalbert Szabo avec reliefs d'André Bizette-Lindet, côté avenue du Président-Wilson, les huit allégories en bronze doré de la porte par Gabriel Forestier, son fronton en bas relief La Ville de Paris couronnant les arts, de Raymond Subes avec reliefs de Louis Dideron côté avenue de New-York. De nombreuses statues isolées étaient placées sur les terrasses du miroir d'eau réalisé par Félix Févola, dont il ne reste que les Nymphes couchées de Louis Dejean, Léon-Ernest Drivier et Auguste Guénot. Les aménagements prévus ne seront jamais achevés : notamment la salle de conférences qui, placée sous le parvis, devait être commune aux deux musées, ne sera jamais ouverte.
Le palais de Tokyo est l'un des trois édifices permanents édifiés pour l'Exposition internationale de 1937. Le 24 mai 1937, le président Lebrun inaugure le palais des Musées d'art moderne remplaçant le musée du Luxembourg, qui est alors fermé. Pendant l'Exposition, le palais abrite une rétrospective de l'art français depuis le Moyen Âge réunissant plus de mille trois cents œuvres provenant également de musées de province et de l'étranger. Les collections de la ville de Paris sont présentées provisoirement dans l'aile est à partir de 1940, tandis que le musée national d'Art moderne ouvre ses portes durant quelques mois dans l'aile ouest, le 6 août 1942, avec un tiers de la collection ramené des dépôts de la zone occupée, la véritable inauguration n'ayant toutefois lieu que le 9 juin 1947. Le bâtiment prend plus tard le nom de palais de Tokyo en référence au quai du même nom.
Pendant la Seconde Guerre mondiale, les sous-sols sont utilisés pour entreposer des biens juifs placés sous séquestre. Dans les années 1950, l'aile « est » fait l'objet de travaux importants qui permettent l'ouverture en 1961 du musée d'Art moderne de Paris, constitué à partir des œuvres du Petit Palais.

Le site dans les années 1930.
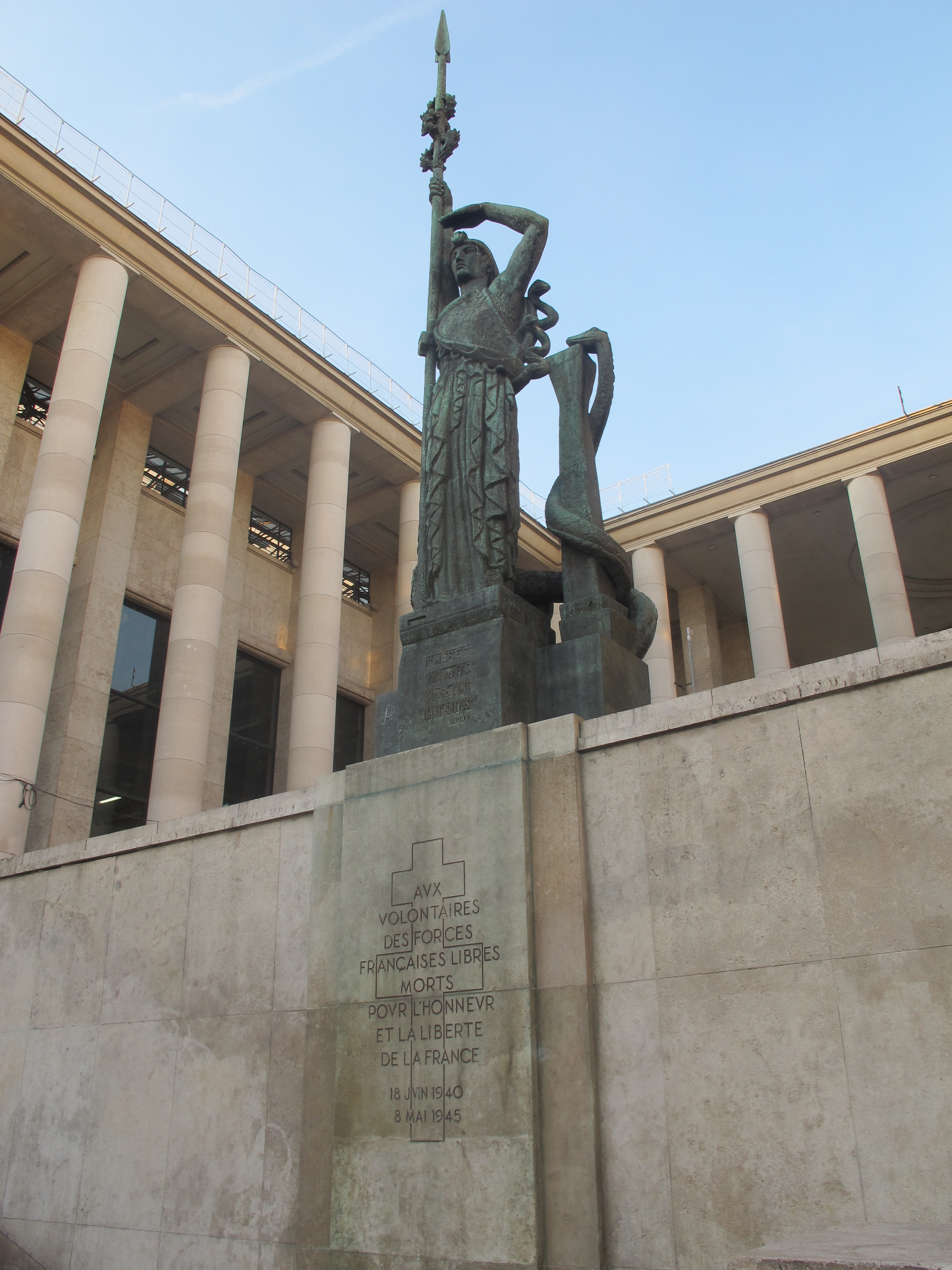
La France, Antoine Bourdelle.
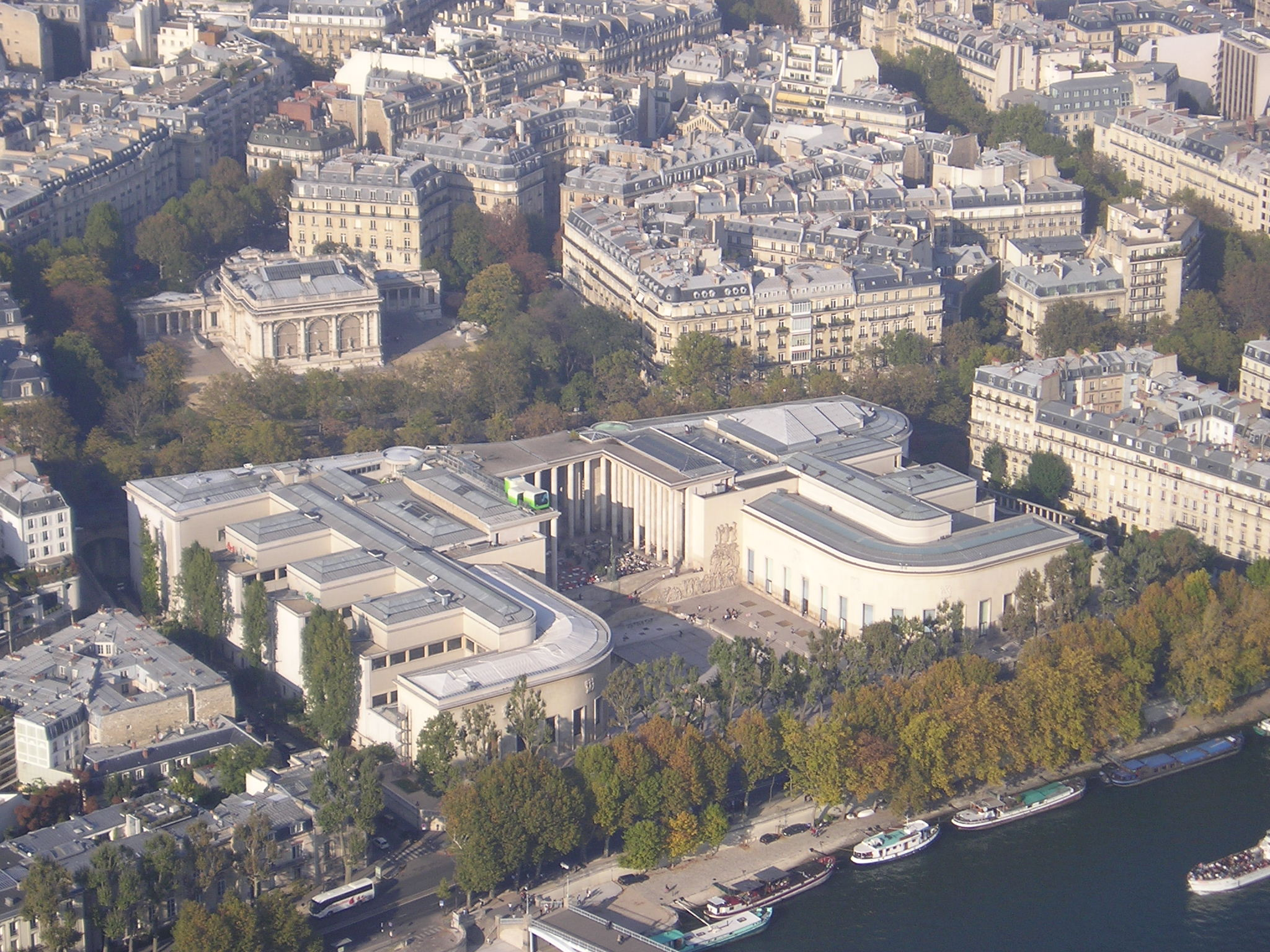
Palais de Tokyo.

En 1977, avec l'inauguration du centre Georges-Pompidou, les collections du musée national d'Art moderne quittent l'aile ouest du bâtiment du palais de Tokyo en laissant sur place les œuvres post-impressionnistes des artistes nés avant 1870, qui rejoindront en 1986 le musée d'Orsay. Entre 1977 et 1986, un musée d'Art et d'Essai y est également implanté à titre transitoire. Les réserves du Fonds national d'art contemporain (FNAC) y sont installées au niveau de la Seine jusqu'en 1991, date de leur transfert à La Défense. De 1988 à 1990, l'Institut des hautes études en arts plastiques créé par Pontus Hulten occupe les anciennes salles de sculptures du musée.
De 1984 à 1993, le Centre national de la photographie (CNP) est implanté au palais de Tokyo, avant d'être installé à l'hôtel Salomon de Rothschild, puis à la galerie nationale du Jeu de Paume.
L'école du cinéma, la Femis, occupe des locaux au palais de Tokyo de 1988 à 1995. Avec le projet de déménagement de la Cinémathèque française, mal installée au palais de Chaillot où l'on souhaite créer la Cité de l'architecture et du patrimoine, se fait jour, sur l'initiative de Jack Lang et Marc Nicolas, pour 1995 à l'occasion du Premier Siècle de Cinéma, un projet de « Palais du cinéma » ou « Palais des arts de l'image », nommé Palais Jean-Renoir qui regrouperait, outre ces deux institutions et le musée du cinéma, la Bibliothèque-filmothèque du film et de l'image (Bifi) ainsi que le Centre national de la photographie et la mission du patrimoine photographique. Les occupants du palais de Tokyo n'entrant pas dans le champ de ce projet sont évacués, à l'instar du FNAC. Un concours d'architecture est organisé, remporté par l'architecte Franck Hammoutène. Des travaux importants sont engagés. On découvrit d'ailleurs une salle de cinéma inutilisée depuis 1937 dans le palais. Mais le changement de ministre, l'idée potentielle que le musée des Arts premiers soutenu par Jacques Chirac s'y installe, ainsi que le retrait puis le départ de la Femis entraînent une révision à la baisse des ambitions du projet, qui est finalement abandonné en 1998 au profit du transfert de la Cinémathèque et de la Bifi dans l'ancien Centre culturel américain construit par Frank Gehry au 51, rue de Bercy dans le 12e arrondissement, où elles s'installent le 28 septembre 2005 et fusionnent le 1er janvier 2007.

## Musée d'Art moderne de Paris
Le musée d'Art moderne de Paris ou MAM, ouvert en 1961 dans l'aile orientale du palais, présente la collection municipale d'art moderne et contemporain depuis le fauvisme, riche de plus de 10 000 œuvres, principalement axées sur les mouvements artistiques liés à la capitale et plus récemment sur la scène artistique européenne.

## Centre d'art contemporain
En 1999, Catherine Trautmann, ministre de la Culture et de la Communication, décide de rouvrir partiellement l'aile ouest du bâtiment en y implantant un centre d'art contemporain, avec un accent mis sur la scène émergente, notamment française et européenne, partant du constat que le Centre Pompidou s'est institutionnalisé depuis sa création
Le Palais de Tokyo - Site de création contemporaine est inauguré par Lionel Jospin le 21 janvier 2002 et ouvre le 22 janvier 2002, dans des espaces réaménagés par les architectes Anne Lacaton et Jean-Philippe Vassal, portés en 2012 à 22 000 m2. Il s'agit d'un lieu interdisciplinaire consacré à la création contemporaine sous toutes ses formes : peinture, sculpture, design, mode, vidéo, cinéma, littérature, danse.

## Monument de la France libre
Le 18 juin 1948, le général Edgard de Larminat, président de l'Association des Français libres a inauguré sur le parvis du palais de Tokyo un monument à la mémoire des combattants de la France libre. Celui-ci se compose d'une statue en bronze, œuvre d'Antoine Bourdelle, représentant « la France », au pied de laquelle est gravée un vers de Charles Péguy « Mère voici vos fils qui se sont tant battus » et plus bas, sur fond de croix de Lorraine la dédicace : / Aux volontaires des Forces françaises libres morts / pour l'honneur et la Liberté de la France / 18 juin 1940 - 8 mai 1945.

## Skate
Le palais de Tokyo, du fait de sa vaste esplanade et de ses marches en marbre, est un haut lieu du skateboard parisien. Surnommé le « Dôme », il est considéré comme un spot mythique,. Nombreux sont les skateurs de haut niveau à s'y être essayé, comme Flo Marfaing (et), Lucas Puig ou Eniz Fazliov.
Le palais de Tokyo apparaît dans le clip du morceau You du DJ Étienne de Crécy, ainsi que dans le clip du morceau Monsieur Sable des rappeurs Nekfeu et Alpha Wann du groupe de rap 1995. Il sert également de toile de fond au film The Smell of Us (2014) de Larry Clark, qui suit un groupe de skaters passant une grande partie de leur temps sur les terrasses, dans les escaliers et autour des bassins qui se trouvent à l'arrière du palais.